# Жгунский сельсовет
Жгунский сельсовет (белор. Жгунскi сельсавет; до 2 сентября 1975 года — Жгуно-Будский) — административная единица на территории Добрушского района Гомельской области Республики Беларусь. Административный центр — агрогородок Жгунь.

## История
2 сентября 1975 года Жгуно-Будский сельсовет переименован в Жгунский сельсовет.

## Состав
Жгунский сельсовет включает 2 населённых пункта:
- Жгуно-Буда — деревня
- Жгунь — агрогородок